# Anja Schneiderheinze
Anja Schneiderheinze (Erfurt, RDA, 8 de abril de 1978) es una deportista alemana que compitió en bobsleigh en la modalidad doble. 
Participó en dos Juegos Olímpicos de Invierno, en los años 2006 y 2014, obteniendo una medalla de oro en Turín 2006, en la prueba doble (junto con Sandra Kiriasis).
Ganó seis medallas en el Campeonato Mundial de Bobsleigh entre los años 2004 y 2016, y cinco medallas en el Campeonato Europeo de Bobsleigh entre los años 2005 y 2016.

## Palmarés internacional
| Juegos Olímpicos   | Juegos Olímpicos      | Juegos Olímpicos | Juegos Olímpicos |
| Año                | Lugar                 | Medalla          | Prueba           |
| ------------------ | --------------------- | ---------------- | ---------------- |
| 2006               | Turín (Italia)        | Medalla de oro   | Doble            |
| Campeonato Mundial |                       |                  |                  |
| Año                | Lugar                 | Medalla          | Prueba           |
| 2004               | Königssee (Alemania)  | Medalla de plata | Doble            |
| 2005               | Calgary (Canadá)      | Medalla de oro   | Doble            |
| 2015               | Winterberg (Alemania) | Medalla de plata | Doble            |
| 2015               | Winterberg (Alemania) | Medalla de plata | Equipo           |
| 2016               | Igls (Austria)        | Medalla de oro   | Doble            |
| 2016               | Igls (Austria)        | Medalla de oro   | Equipo           |
| Campeonato Europeo |                       |                  |                  |
| Año                | Lugar                 | Medalla          | Prueba           |
| 2005               | Altenberg (Alemania)  | Medalla de plata | Doble            |
| 2011               | Winterberg (Alemania) | Medalla de plata | Doble            |
| 2013               | Igls (Austria)        | Medalla de plata | Doble            |
| 2015               | La Plagne (Francia)   | Medalla de oro   | Doble            |
| 2016               | Sankt Moritz (Suiza)  | Medalla de oro   | Doble            |